# Принц, Александр Иосифович
Алекса́ндр Ио́сифович Принц (12 января 1921 — 15 января 1998) — советский футболист, защитник.

## Биография
Родился 12 января 1921 года. 
На протяжении двух послевоенных сезонов 1945—1946 годов числился в московском «Динамо», но в основе так и не сыграл. Провёл только 6 матчей за дубль в сезоне 1946 года, забив 3 гола. 
Потом перешёл в «Динамо» (Киев), где с 1947 по 1951 год провёл 67 матчей и забил 1 гол. Составлял пару центральных защитников с Виктором Севастьяновым. В 1948 году выводил команду на поле с капитанской повязкой. 
После завершения сезона 1951 вместе с Севастьяновым перешёл в состав киевского клуба «Дом офицеров», в составе которого стал победителем чемпионата УССР по футболу, после чего завершил активные выступления на футбольном поле.
Во второй половине 1952 года тренировал киевский футбольный клуб  «Большевик», который принимал участие в чемпионате УССР.
После завершения футбольной карьеры жил в Киеве. Умер 15 января 1998 года. Кремирован. Урна с прахом захоронена в колумбарии Байкового кладбища.